# فاليري نيبومنياشتشي
فاليري نيبومنياشتشي (بالروسية: Непомнящий, Валерий Кузьмич)‏ (مواليد 7 أغسطس 1943) هو لاعب كرة قدم.